# Theta Columbae
Theta columbae, conocida con el nombre árabe Al Ḳurūd (ألقرد - al-qird) cuyo significado es "el macaco" es una estrella subgigante azul situada en la región celeste correspondiente a la constelación de la paloma en el área meridional a Orión y Liebre.
Fue una estrella de la vecindad solar hace unos 4,8 millones de años, que solamente se encontraba a 7 años luz de distancia, y se supone que era tan brillante en el cielo como el planeta Venus.
La tradición astrológica árabe nombra a esta estrella junto con el conjunto formado por ζ CMa, λ CMa, γ Col, δ Col, κ Col, λ Col, μ Col y ξ Col como "los macacos" o Al Ḳurūd (ألقرد - al-qird)